# Iva Bicanic
Dr. Iva Bicanic (Nijmegen, 31 juli 1972) is een Nederlands-Kroatische klinisch psycholoog. Ze is onderzoeker, EMDR-therapeut en hoofd van het Landelijk Psychotraumacentrum van het UMC Utrecht en directeur-bestuurder van het Landelijk Centrum Seksueel Geweld. Bicanic is gespecialiseerd in de behandeling van slachtoffers van seksueel misbruik.

## Leven en werk
Na het Stedelijk Gymnasium Nijmegen studeerde Bicanic een jaar geneeskunde in Leuven en vervolgens bewegingswetenschappen en psychologie aan de Vrije Universiteit Amsterdam. Ze begon haar carrière in het Kinder- en Jeugd Traumacentrum in Haarlem, waar ze werkte met seksueel misbruikte kinderen. Vanaf 2004 werkte ze in het Wilhelmina Kinderziekenhuis in Utrecht. Daar werkte ze aan de ontwikkeling van het STEPS-behandelprotocol, een groepsbehandeling voor adolescente meisjes die na eenmalig seksueel geweld een Posttraumatische stressstoornis (PTSS) hebben ontwikkeld. Op 13 maart 2014 promoveerde Bicanic aan de Universiteit Utrecht op een proefschrift met de titel Psychological and Biological Correlates of Adolescence Rape.
Bicanic werd in 2018 uitgeroepen tot meest invloedrijke persoon in de publieke gezondheid.
Bicanic won in 2019 de elfde landelijke 'Vrouw in de Media Award'. In 2020 won ze de P3NL-prijs voor haar inzet voor goede psychologische hulp voor slachtoffers van seksueel geweld.
Bicanic was in 2020 te zien in het tv-programma Geraldine en de vrouwen. Vanaf december 2021 presenteerde zij een 7-delige tv-documentaire-serie, De tranen van Tito, over het leven in de landen van voormalig Joegoslavië.